# 米特里達梯五世 (本都)
米特里達梯五世（施惠者）（?—前120年），本都王國第七任國王，統治期間為約前150年－前120年。他的父母是法爾奈克一世和其王后妮薩，並有一個姊妹也名為妮薩。他的母親妮薩被認為在分娩時去世，很可能是在生米特里達梯或是生妮薩之時。米特里達梯他在本都國內長大，並繼承其叔叔米特里達梯四世的王位，他準確的登基時間不確定。

## 生平
米特里達梯五世延續前任國王與羅馬共和國結盟的外交政策，他在第三次布匿戰爭支援羅馬一些船隻和一小規模軍隊。之後羅馬對付帕加馬的阿里斯東尼克時，他也提供許多有力的協助。考量米特里達梯五世多年對羅馬的貢獻，羅馬執政官馬尼烏斯·阿基利烏斯（Manius Aquillius）把弗里吉亞一帶地區贈與米特里達梯五世，然而羅馬元老院以賄賂為由撤銷這項措施，但很明顯直到米特里達梯五世去世前，他都一直保有弗里吉亞。米特里達梯五世也利用聯姻來增加本都王國的權勢，讓最長的女兒勞迪絲嫁給卡帕多細亞國王阿里阿拉特六世。
米特里達梯五世對於希臘文化提供許多資助，這些可從他遺留後世的錢幣，以及雅典和提洛島有一些有關他的銘文歌頌他對文化上的捐獻，另外他對希臘神祇阿波羅非常尊崇。在今日羅馬的卡比托利歐博物館展示著一篇為他提詞的雙語式銘文。
前120年左右，米特里達梯五世在錫諾普一場他舉辦的盛宴中被某個人毒死，他葬於阿馬西亞本都王室的陵園中。本都王位傳給他的繼承人米特里達梯六世。

## 家庭
米特里達梯五世與塞琉古王室的勞迪絲結婚，勞迪絲是安條克四世的女兒。米特里達梯五世與勞迪絲其實有血緣關係，畢竟米特里達梯五世的母親也是塞琉古王室出身，從輩份上勞迪絲應算是米特里達梯五世的小姨媽。
米特里達梯五世與勞迪絲有七個孩子，分別為勞迪絲、米特里達梯六世、米特里達梯·刻瑞斯督斯（Mithridates Chrestus）、勞迪絲、妮薩、羅克珊娜、斯妲特拉。羅克珊娜、斯妲特拉在前63年本都王國遭攻陷時被處死。

## 註腳
1. 1 2  Erciyas, Wealth, aristocracy and royal propaganda under the Hellenistic kingdom of the Mithradatids in the Central Black Sea Region in Turkey p.122
2. ↑  查士丁, Epitome of Pompeius Trogus, xxxviii. 5
3. ↑  阿庇安, The foreign wars, Mithridatic Wars 10
4. ↑  查士丁, xxxvii. 1; 阿庇安, 12, 56, 57; 奧羅修斯（Orosius）, Adversus Paganos, v. 10; 優特羅庇烏斯（Eutropius）, Breviarium, iv. 20
5. ↑  Mayor, The Poison King: the life and legend of Mithradates, Rome’s deadliest enemy p.68
6. ↑  .   [2010-12-15]. （原始内容存档于2016-11-08）.
7. ↑  Walbank, Cambridge ancient history: The hellenistic world, Volume 7  p.491

## 外部連結
- Coinage of Mithridates V on pages 16-17 （页面存档备份，存于）

| 前任： 米特里達梯四世 | 本都國王 前150年－前120年 | 继任： 米特里達梯六世 |